# ハーバート・ヘンリー・デイヴィス・パース
ハーバート・ヘンリー・デイヴィス・パース（Herbert Henry Davis Peirce, 1849年5月11日 - 1916年12月5日）は、アメリカ合衆国の政治家、外交官。

## 生涯
1849年、ハーバード大学の数学教授ベンジャミン・パースとサラ・ハント・マイルズ (Sarah Hunt Mills) の息子として誕生。
1901年11月15日、セオドア・ルーズベルト大統領からアメリカ合衆国第三国務次官補に任命され、翌11月16日に着任した。上院休会中の指名であったため、1901年12月10日に改めて上院の承認を受けた。1906年6月22日まで同職を務めた。
1906年6月22日には同じくセオドア・ルーズベルト大統領から在ノルウェーアメリカ合衆国特命全権公使に任命された。パースは1911年6月10日に信任状を捧呈し、1913年10月4日まで同職を務めた。
1916年12月5日に死去。